# Accionamiento directo
Los accionamientos directos son accionamientos en los cuales el motor y la máquina en funcionamiento están conectados directamente sin transmisión.  El motor está diseñado para que tenga la velocidad de la máquina accionada.

## Funcionamiento
Al eliminar la transmisión en el tren de transmisión, la eficiencia general mejora porque se eliminan las pérdidas por fricción de la transmisión, debido a la reducción de las pérdidas de potencia de los componentes del tren motriz y un diseño más simple con menos partes móviles. Los beneficios también incluyen la capacidad de entregar un alto par en una amplia gama de velocidades, respuesta rápida, posicionamiento preciso y baja inercia. Sistemas de transmisión directa se caracterizan por transmisión de par suave, y casi cero juego . Al eliminar la transmisión, el tren de transmisión es más económico y estructuralmente más simple.
Con un accionamiento directo, el motor debe generar el par de accionamiento de la máquina accionada. Al instalar un engranaje, el par de accionamiento del motor se puede seleccionar para que sea más pequeño, lo que hace que el motor sea más pequeño, más liviano y más económico. Si la velocidad es alta, no solo se puede eliminar la caja de cambios, sino que la masa del motor también es menor, ya que la potencia de salida aumenta al aumentar la velocidad para el mismo par. Si, por otro lado, se requiere una velocidad baja, un motor de accionamiento directo adecuado suele ser más pesado que un motor de engranajes (engranaje reductor + motor de alta velocidad).

### Velocidad
En comparación con los accionamientos con engranajes, el accionamiento directo tiene la desventaja de que la velocidad está limitada por la máquina de accionamiento. Para los accionamientos eléctricos que se alimentan directamente de la red eléctrica de 50 Hz, la velocidad máxima está limitada a 3000 min −1 por razones técnicas. Se pueden alcanzar velocidades más altas con la ayuda de reductores o convertidores de frecuencia. También se puede conseguir una variación escalonada de las velocidad modificando la configuración del bobinado del motor para cambiar el número de polos como el motor Dahlander

## Características
Todos los motores eléctricos lineales y de par pertenecen a los accionamientos directos. Los principios físico-técnicos para generar fuerza o par pueden ser muy diferentes. Van desde motores asíncronos y motores paso a paso hasta motores síncronos de imanes permanentes (PMS) de varios tipos. Lo que todos los accionamientos directos tienen en común es el acoplamiento directo de un elemento de motor en movimiento con la masa a mover, por ejemplo, una mesa lineal o giratoria o un puente giratorio en la construcción de máquinas .

### Ventajas
- Alta eficiencia : se pueden minimizar las pérdidas, especialmente las pérdidas por fricción (pérdidas debidas a la fricción de correas , cadenas , engranajes , reductores (cajas de engranajes)).
- Bajo nivel de ruido : con un mecanismo simple, el número de piezas de contacto se reduce en comparación con el mecanismo convencional. Esto significa que se reduce el número de piezas que causan contacto y vibración y, en consecuencia, se puede reducir el ruido.
- Larga vida útil y alta fiabilidad : dado que se reduce el número de piezas del mecanismo operativo, se reduce la frecuencia de mantenimiento y reemplazo, y también se reduce la frecuencia de fallas. El método convencional, especialmente el que usa una correa de caucho, tiene una vida corta y tiende a causar fallas. Por lo tanto, era necesario realizar un mantenimiento de forma regular. En particular, si se usa un servocontrol que usa cuarzo o similar , se puede esperar una velocidad de rotación más estable.
- Se puede obtener un par elevado incluso a bajas revoluciones .
- Alta precisión : dado que no hay holgura, es posible un posicionamiento de alta precisión.

### Inconvenientes
El principal inconveniente de este método es que requiere un motor especial. Los motores regulares están diseñados para una máxima eficiencia a altas rpm (por ejemplo, de 1.500 a 3.000 rpm ) y son ideales para ventiladores , por ejemplo .
El principal inconveniente es que a menudo se necesita un tipo especial de motor eléctrico para proporcionar un par elevado a bajas revoluciones por minuto . En comparación con una transmisión de varias velocidades, el motor generalmente funciona en su banda de potencia óptima para un rango más pequeño de velocidades de salida para el sistema (por ejemplo, velocidades de carretera en el caso de un vehículo de motor).
Los motores de alta velocidad con reducción de velocidad tienen una inercia relativamente alta, lo que ayuda a suavizar el movimiento de salida. El sistema de accionamiento directo  necesitan un mecanismo de control más preciso  para controlar la velocidad de rotación con precisión. La mayoría de los motores exhiben una ondulación de par posicional conocida como par dentado. En los motores de alta velocidad, este efecto suele ser insignificante, ya que la frecuencia a la que ocurre es demasiado alta para afectar significativamente el rendimiento del sistema;  En el mecanismo convencional, algunas fluctuaciones de voltaje en el motor de alta velocidad se pueden ignorar debido a la intervención del mecanismo indirecto ( inercia, etc.), pero en el método de accionamiento directo, la velocidad de rotación se ve directamente afectada. Aunque depende de la aplicación, para evitarlo es necesario tomar medidas como un estricto control de voltaje y mejorar la precisión del sensor de velocidad de rotación para proporcionar retroalimentación o agregar inercia adicional (es decir, mediante un volante)
A modo de ejemplo, el método de accionamiento directo en el plato giratorio de un tocadiscos requiere un alto par y una alta precisión de rotación mientras se mantiene una velocidad de rotación muy baja (33 y 1/3 o 45 y 78 rpm) (si no se puede obtener precisión, e produce un fenómeno llamado wow y flutter, en el que el tono y el tempo del sonido reproducido fluctúan). Un motor para mantener una velocidad de rotación baja constantemente se vuelve físicamente más grande que un motor de velocidad de rotación alta. Por ejemplo, un motor utilizado para una plataforma giratoria accionada por correa tiene un diámetro de aproximadamente 2,5 cm, mientras que un motor de accionamiento directo tiene un diámetro de aproximadamente 10 cm. Por supuesto, el precio de venta aumenta porque cuesta más que el producto de transmisión por correa.
Cuando se utiliza para la transmisión directa de ruedas con suspensión, se requiere un motor de transmisión directa con alta resistencia al impacto, que produce un aumento en la masa sin resortes y es superior a un sistema de transmisión colgante.

## Aplicaciones
- Automoción: Ya a fines del siglo XIX y principios del siglo XX, algunas de las primeras locomotoras y automóviles usaban transmisiones de accionamiento directo a velocidades más altas.[11][12] A finales de la Segunda Guerra Mundial los submarinos clase Balao emplearon el accionamiento directo para eliminar el ruido de los engranajes de la reductora y así aumentar su sigilo. Algunos vehículos eléctricos de principios del siglo XXI como los patinetes.
- Máquinas de flujo: Uno de los primeros empleos del accionamiento directo fueron los ventiladores. Muchas máquinas de flujo, como compresores, pero se pueden construir más simples y más pequeños a velocidades más altas.
- Robótica y control numérico: La eliminación de convertidores de movimiento, por ejemplo husillos de bolas o engranajes, conduce a una reducción de la masa o del momento de inercia . Esto hace que los accionamientos directos sean significativamente más dinámicos que los accionamientos convencionales. Se pueden lograr tiempos de reacción más cortos, mayor precisión de trayectoria en ingeniería mecánica, velocidades máximas más altas o velocidades más altas. El acoplamiento directo entre el motor y el objeto en movimiento evita el juego y la elasticidad. Esto aumenta la precisión. Para los accionamientos de posicionamiento, el aumento de la rigidez del control y la precisión del contorno. En última instancia, se pueden lograr resoluciones de posicionamiento en el rango de micrómetros y submicrómetros. Los mecanismos de accionamiento directo para brazos robots comenzaron a ser posibles en la década de 1980, con el uso de materiales magnéticos de tierras raras.[2] El primer brazo de transmisión directa se construyó en 1981 en la Universidad Carnegie Mellon.[13] En la actualidad, los imanes más utilizados son los de neodimio.[14]
- Electrónica e informática: Disco duro, motores de husillo para soportes extraíbles: disquete, CD, DVD